# Temple of Shadows
Temple of Shadows to piąty album studyjny power metalowej grupy Angra.

## Lista utworów
1. Deus le Volt! (Loureiro) – 0:52
2. Spread Your Fire (Falaschi, Loureiro) – 4:25
3. Angels and Demons (Falaschi, Loureiro) – 4:10
4. Waiting Silence (Bittencourt, Loureiro) – 4:55
5. Wishing Well (Falaschi) – 3:59
6. The Temple of Hate (Loureiro) – 5:13
7. The Shadow Hunter (Bittencourt, Loureiro) – 8:04
8. No Pain for the Dead (Loureiro, Bittencourt) – 5:05
9. Winds of Destination (Bittencourt, Loureiro) – 6:56
10. Sprouts of Time (Loureiro) – 5:09
11. Morning Star (Bittencourt, Loureiro) – 7:39
12. Late Redemption (Loureiro) – 4:55
13. Gate XIII (Loureiro, Bittencourt, Falaschi) – 5:03

## Twórcy
- Eduardo Falaschi – śpiew
- Kiko Loureiro – gitara
- Rafael Bittencourt – gitara
- Felipe Andreoli – gitara basowa
- Aquiles Priester – perkusja

### Goście
- Sabine Edelsbacher (Spread Your Fire, No Pain for the Dead) - śpiew
- Kai Hansen (The Temple of Hate) - śpiew
- Hansi Kürsch (Winds Of Destination) - śpiew
- Milton Nascimento (Late Redemption) - śpiew

## Listy sprzedaży
| Lista   | Kraj    | Pozycja |
| ------- | ------- | ------- |
| Top 200 | Francja | 110     |